# Келчиглув (гмина)
Келчиглув (пол. Kiełczygłów) — сельская гмина (волость) в Польше, входит как административная единица в Паенченский повет, Лодзинское воеводство. Население — 4374 человека (на 2004 год).

## Сельские округа
1. Брутус
2. Хожев
3. Домброва
4. Дрыганек-Дужы
5. Глина-Мала
6. Гумниско
7. Хута
8. Келчиглув
9. Келчиглувек
10. Колёня-Хожев
11. Обрув
12. Осина-Мала
13. Скочилясы
14. Студзеница

## Прочие поселения
1. Бересе-Мале
2. Бересе-Дуже
3. Хрусциньске
4. Дрыганек-Малы
5. Глина-Дужа
6. Явожница
7. Колёня-Келчиглув
8. Куле
9. Кушина
10. Липе
11. Лавяна
12. Окупники
13. Осина-Дужа
14. Оток
15. Пежины-Дуже
16. Пежины-Мале
17. Подрвинув
18. Тухань
19. Выремба

## Соседние гмины
1. Гмина Осьякув
2. Гмина Пайенчно
3. Гмина Русец
4. Гмина Жонсня
5. Гмина Семковице